# Мисливці за розумом
«Мисливці за розумом» (англ. Mindhunters) — американо-британський драматичний кримінальний трилер 2004 року режисера Ренні Гарліна. За основу сюжету взято роман Агати Крісті «Ten Little Niggers».

## Сюжет
«Мисливці за розумом» — спеціальний підрозділ ФБР, що займається вивченням і затриманням серійних вбивць. Джейк Харріс — наставник групи молодих агентів, привозить своїх підопічних на острів, на якому протягом двох днів вони повинні відпрацювати способи розслідування справи вигаданого серійного вбивці. Під час тренувань відбувається справжнє вбивство. Учасникам навчальної програми за визначенням психологічного портрета доводиться застосовувати набуті знання на практиці, і вони розуміють, що вбивцею виявляється один із них.

## У ролях
- Крістіан Слейтер — Джей Ді Рестон
- Кетрін Морріс — Сара Мур
- LL Cool J — Гейб Дженсен
- Джонні Лі Міллер — Лукас Гарпер
- Єйон Бейлі — Боббі Вітмен
- Кліфтон Коллінз мл. — Вінс Шерман
- Вілл Кемп — Рейф Перрі
- Патрісія Веласкес — Ніколь Вілліс
- Вел Кілмер — Джейк Гарріс

## Виробництво
Основна причина того, що фільм був створений при такому скромному бюджеті, пов'язана з щедрою податковою пільгою від уряду Нідерландів.
Студія спеціально не обирала якогось персонажа для головної ролі. Режисер Ренні Гарлін не хотів показувати очевидних героїв чи жертв, його ціллю стало створити у фільмі постійне відчуття того, що «хтось може померти в будь-який момент».
Каріо Салем та Ерн Крюгер працювали над сценарієм, проте не зазначені в титрах.
Пітер Гойтт спочатку був призначений режисером проєкту.

### Кастинг
У трилері могли взяти участь Раян Філіпп, Різ Візерспун, Крістофер Вокен, Мартін Шин і Гері Бьюзі.
Кліфтон Коллінз молодший готувався до своєї ролі, регулярно подорожуючи історичним Голлівудським бульваром в інвалідному візку, і працював з лікарем, щоб показати на екрані максимально точне зображення людини з інвалідністю.
Спочатку Джерард Батлер був призначений зіграти роль Лукаса Харпера, проте він обрав фантастичний фільм У пастці часу (2003).

### Знімання
Ренні Гарлін відвідав об'єкти ФБР в Квантіко та розмовляв з різними агентами ФБР, щоб підготуватися до знімання.
Доміно, яке використовувалося під час великих планів у фільмі, фактично вдесятеро перевищувало розмір нормального доміно.
Наступна роль Вела Кілмера — сумно відома порнолегенда Джон Голмс у х/ф Вондерленд (2003). Щоб забезпечити акторові подальшу участь, йому дозволили виростити волосся під час знімання цього фільму.
Щоб краще вжитися в ролі, актори і команда зустрілися зі справжніми співробітниками ФБР, які провели для них інструктаж і тренування з реальним озброєнням.
У рамках підготовки LL Cool J втратив майже 40 фунтів ваги і провів час з детективами з розслідування вбивств у Філадельфійському відділенні поліції (штат Пенсильванія).
Сніг у фільмі — штучний.
У послідовності, коли герой LL Cool J описує кожного персонажа, а Боббі (Ейон Бейлі) грає з кубиком Рубіка, Сара (Кетрін Морріс) спочатку знімалася, сидячи назовні біля басейну. Ренні Гарлін змінив фільм під час пост-продакшну, щоб включити її персонаж. У цій послідовності Морріс показана лише великим планом, щоб приховати той факт, що насправді її там не було.
Ренні Гарлін хотів обмежити використання цифрових ефектів, оскільки вважав, що вони позбавляють довіри до фільму.
Всі підводні сцени знімалися в критому плавальному басейні в Голландії далеко від оригінального місця дії.
Знімання фільму відбувалося в Голландії, в таких місцях: Амстердам-Ноорда, Гаага, Амстердам, Делфт, Veluwe,  Гелдерланд та Zandvoort. Пост-продакшн картини для зниження бюджету був перенесений до Англії. Початок знімання і виробництво фільму перенесли з січня 2002 року на вересень, сама стрічка вийшла не раніше 2004 року (2005 в США).
Консультантом виступив Джеймс Грінліф, справжній агент ФБР. Спеціально для фільму в Лондон і були підготовлені 450 візуальних ефектів. 10 художників працювали над ними протягом дев'яти місяців.
Для фільму зняли кілька фіналів. З остаточним варіантом для театрального релізу визначилися тільки після численних тест-переглядів, проведених у США в 2003 році.
Тоні Гарднер працював над спецефектами фільму, проте він не зазначений у титрах.
Кінотеатр у фільмі рекламує х/ф Третя людина (1949), в якому представлений Орсон Веллс.

### Реліз
Спочатку планувалося випустити трилер 23 січня 2004 р., проте реліз притримали до дати 4 червня 2004 р., яка також пізніше була скасована.

### Алюзії
Крістіан Слейтер грає героя з ініціалами «Дж. Д.» (англ. J.D.) — свого однойменного персонажа в х/ф Смертельний потяг (1988).

## Сприйняття
«Мисливці за розумом» отримав загалом негативні відгуки професійних кінокритиків. Зокрема, фільм має 25 % рейтинг на Rotten Tomatoes, На Metacritic оцінка складає 33/100, що вказує на «загалом несприятливі» відгуки.
Рейтинг фільму на сайті IMDb — 6,4/10 на основі 43 571 голосу.